# Mademoiselle Lyonnois
Marie-Françoise Rempon (ou Rampon), dite Mademoiselle Lyonnois, est une danseuse française née à Strasbourg le 18 mai 1728 et morte à Paris le 15 novembre 1803.

## Biographie
Entrée à l'Académie royale de musique en 1740, elle danse dans Atys de Lully et quitte la scène en 1767, après avoir dansé dans plus de cinquante ballets.
« Heureuse & riche pendant quinze ans, elle a mené une vie enviée de tout ce que la capitale renferme de femmes aimables », écrit Chevrier, mais elle termine néanmoins sa carrière dans la débauche et l'alcoolisme.
Brillante technicienne, elle rivalise, dans le style de la Camargo, avec Louise-Madeleine Lany (1733-1777), sœur de Jean-Barthélemy Lany.